# سافا (بارونيسي)
سافا (بالإيطالية: Sava)‏ هي قرية صغيرة (فراتسيوني) تابعة لبلدية بارونيسي، في مقاطعة سلرنو بمنطقة كمبانية، جنوب إيطاليا. يبلغ عدد سكانها 4،153 (2009)، وهي أكثر قرية صغيرة مأهولة بالسكان في بلديته